# 藤野有理
藤野 有理（ふじの ゆり、1990年11月23日 - ）は、日本の女性モデルである。エイジアプロモーション所属。岩手県大船渡市出身、特技としてギターと書道を挙げている。講談社 ミスiD2016。MAQUIA やar、BAILA、VoCE 等の女性ファッション誌でモデルを務めていた。2020年1月17日、所属事務所であるエイジアプロモーションを2019年12月31日付で退所したことを自身のインスタグラムで発表した。

## CM
- NISSAN「日産マーチ」TVCM「IT’S MAKE UP」篇
- 日経電子版（日本経済新聞）
- NTTドコモ - ドコモiPhone

## ミュージックビデオ
- 39degrees - The Answer Music Video[11]